# 多羅希夫卡 (沃茲涅先斯克區)
多羅希夫卡（烏克蘭語：Дорошівка）是位於烏克蘭南部尼古拉耶夫州裏沃茲涅先斯克區的村莊，始建於1795年，面積3.56平方公里，海拔高度14米，2001年人口2,083，人口密度每平方公里585.1人。